# La última canción
La última canción, del título original en inglés The Last Song, es una novela romántica del escritor estadounidense Nicholas Sparks. Fue publicada en 2009 en inglés y en marzo de 2010 en castellano.
En 2010 se realizó una adaptación cinematográfica de la novela, protagonizada por Miley Cyrus y Liam Hemsworth.

## Trama
Verónica (Ronnie) Miller de diecisiete años de edad, sufre un cambio en su vida cuando sus padres se divorcian. Su padre, Steve, decide trasladarse de Nueva York, ciudad donde vivía junto a Verónica y Kim, su exesposa y madre de Verónica, a Wilmington (Delaware). Tres años después del divorcio Verónica sentía rencor hacia sus padres y se aislaba cada vez más de ellos, especialmente de su padre. Al percibir esto Kim, su madre, decide que sería mejor para ella que pasase el verano en Wilmington con su padre. 
Steve era ex pianista y maestro, tras su traslado mantenía una vida tranquila en la playa de la ciudad, se encontraba inmerso en la creación de una  obra musical, que se convertirá en la especial partitura de una iglesia local. 
A medida que se desarrolla la historia se trata el tema del amor en sus múltiples formas; el primer amor y el amor entre padres e hijos, tema muy presente en las novelas de Nicholas Sparks. También se pone de manifiesto cómo las relaciones más sentidas pueden hacer más daño pero a la vez ser muy satisfactorias donde la final termina con la muerte de su padre.